# Atletismo nos Jogos Pan-Americanos de 1991 - 110 m com barreiras masculino
As provas dos 110 m com barreiras masculino nos Jogos Pan-Americanos de 1991 foram realizadas em Havana, Cuba, com a final ocorrida em 7 de agosto.

## Medalhistas
| Ouro                            | Prata                   | Bronze                          |
| Cletus Clark USA Estados Unidos | Alexis Sánchez CUB Cuba | Elbert Ellis USA Estados Unidos |

## Resultados

### Final
Vento: +0.8 m/s
| Posição           | Raia | Nome            | Nacionalidade      | Tempo | Notas |
| ----------------- | ---- | --------------- | ------------------ | ----- | ----- |
| Medalha de ouro   | 4    | Cletus Clark    | USA Estados Unidos | 13.71 |       |
| Medalha de prata  | 3    | Alexis Sánchez  | CUB Cuba           | 13.76 |       |
| Medalha de bronze | 6    | Elbert Ellis    | USA Estados Unidos | 13.89 |       |
| 4                 | 5    | Emilio Valle    | CUB Cuba           | 13.94 |       |
| 5                 | 7    | Richard Bucknor | JAM Jamaica        | 13.98 |       |
| 6                 | 1    | Tim Kroeker     | CAN Canadá         | 14.00 |       |
| 7                 | 8    | Joilto Bonfim   | BRA Brasil         | 14.06 |       |
| 8                 | 2    | Elvis Cedeño    | VEN Venezuela      | 14.11 |       |